# Live in Concert 1972/73
Live In Concert 72/73 — концертный DVD группы Deep Purple, выпущенный в 2005 году. Сам видеоматериал записан в KB Hallen (Копенгаген) в 1972-м году. Этот концерт впервые был выпущен в 1987 году в Японии под названием Machine Head Live 1972 и в Европе через 3 года под названием Scandinavian Nights (Live in Denmark 1972). Альбом также включает 3 песни, записанные в Нью-Йорке.

## Список композиций
Авторы песен: Ричи Блэкмор, Иэн Гиллан, Роджер Гловер, Джон Лорд и Иэн Пейс кроме отмеченных.

### Копенгаген, март 1972 г.
1. «Highway Star» — 7:27
2. «Strange Kind of Woman» — 9:09
3. «Child in Time» — 17:27
4. «The Mule» — 9:20
5. «Lazy» — 11:06
6. «Space Truckin'» — 24:44
7. «Fireball» — 4:04
8. «Lucille» (Albert Collins, Little Richard) — 6:25
9. «Black Night» — 6:29

### Нью-Йорк, май 1973 г.
1. «Strange Kind of Woman» — 6:18
2. «Smoke on the Water» — 5:20
3. «Space Truckin’» — 10:43

### Бонус-треки
Live in California 74 Bonus Vision
1. «Burn» (Blackmore, Lord, Paice, Coverdale, Hughes) — 7:31

## Сертификации
| Регион | Сертификация | Продажи |
| --- | ------------ | ------- |
| Австралия (ARIA) · Album certification                                                                                   | Золотой      | 35 000^ |
| Австралия (ARIA) · Video certification                                                                                   | Золотой      | 7500^   |
| Франция (SNEP) | Золотой      | 10 000* |
| США (RIAA) | Золотой      | 50 000^ |
| * Данные о продажах приведены только на основе сертификации. ^ Данные о тиражах приведены только на основе сертификации. |              |         |

## Состав
- Ричи Блэкмор — гитара
- Иэн Гиллан — вокал, барабаны конга
- Роджер Гловер — бас-гитара
- Джон Лорд — орган, клавишные
- Иэн Пейс — ударные